# Rewa (stato)

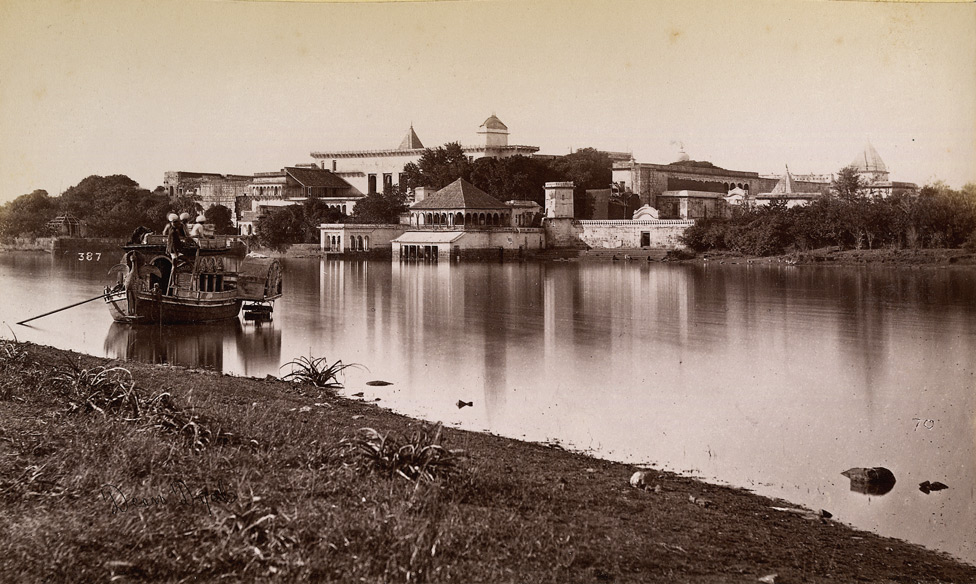
Il palazzo di Govindgarh del maharaja di Rewa nel 1882

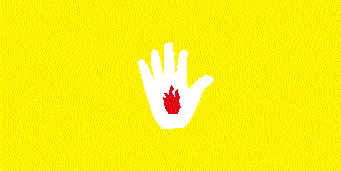
Bandiera personale del maharaja di Rewa nel XIX secolo

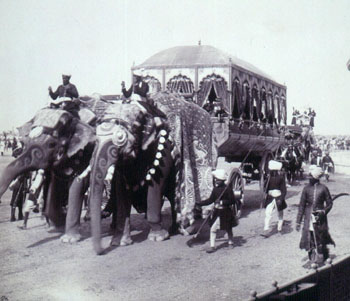
L'elefante del maharaja di Rewa, al Delhi Durbar del 1903.

Lo Stato di Rewa fu uno stato principesco del subcontinente indiano, avente per capitale la città di Rewa.

## Storia
Lo Stato di Rewa venne fondato nel 1140 circa dai primi capi di Rewa, del clan Baghel, originari del Rajput e discendenti dal clan dei Solanki che resse Gujarat dal X al XIII secolo. Vyaghra Deo, fratello del reggente di Gujarat, riuscì a metà del XIII secolo ad ottenere il controllo del forte di Marpha, a 18 miglia a nord-est di Kalinjar. Suo figlio Karandeo sposò una principessa Kalchuri (Haihaya) di Mandla e ricevette in dote il forte di Bandhogarh il quale, sino alla sua distruzione nel 1597 per opera di Akbar dell'Impero moghul, fu la capitale dello Stato. Nel 1298 Ulugh Khan, agendo per ordine dell'imperatore Alauddin causò con le sue scorribande la migrazione di molti baghel e sino al XV secolo il clan si impegnò per questo nell'espansione dei propri possedimenti pur fallendo a più riprese nel tentativo di riprendere il controllo del forte di Bandhogarh.
A metà Cinquecento, il maharaja Ramachandra Sing Baghela tenne una delle corti indiane più famose dell'epoca, promuovendo in particolare l'arte e la musica, ospitando il leggendario Tensen. Nel 1617, il maharaja Vikramaditya Singh spostò la capitale dello Stato a Rewa.
Il 5 ottobre 1812 lo Stato divenne un protettorato britannico.
Rewa fu il primo Stato principesco dell'India a dichiarare l'hindi come lingua nazionale ai tempi del maharaja Gulab Singh, provvedendo anche lo Stato di leggi che consentissero di appellarsi alle decisioni prese dal monarca.
Durante la minore età del maharaja Venkat Raman Singh (n. 1876, regnante nel 1880-1918), l'amministrazione dello Stato venne riformata e nel 1901 la capitale si dotò della prima scuola superiore d'istruzione, di moderne prigioni e di due ospedali, il Victoria hospital e lo Zenana hospital. Malgrado ciò il visitatore V.P. Menon che visitò lo Stato nel 1947 lo giudicava ancora uno tra i più arretrati dell'area indiana.
Con l'indipendenza dell'India nel 1947, il maharaja di Rewa acconsentì all'ingresso dei propri domini nel nuovo Stato indiano divenendo parte del Vindhya Pradesh, che univa i principati delle agenzie di Bagelkhand e Bundelkhand. Rewa continuò ad essere la capitale del nuovo Stato.
Nel 1956 il Vindhya Pradesh entrò a far parte dello Stato di Madhya Pradesh.

## Governanti

### Maharaja
- Maharaja SHAKTIVAN Deo 1495/1500
- Maharaja VEER SINGH Deo 1500/1540
- Maharaja VIRBHAN SINGH 1540/1555
- Maharaja RAMCHANDRA SINGH 1555/1592
- Maharaja DURYODHAN SINGH [Birbhadra Singh] 1593/1618 (deposto)
- Maharaja VIKRAMADITYA 1618/1630, la sua ascesa portò a non pochi problemi al punto che l'imperatore moghul Akbar dovette intervenire catturando e smantellando il forte di Bandhogarh nel 1597 dopo un assedio di otto mesi. Fu dopo questo fatto che il villaggio di Rewa iniziò a guadagnare importanza.
- Maharaja AMAR SINGH II 1630/1643
- Maharaja ANOOP SINGH 1643/1660
- Maharaja BHAO SINGH 1660/1690, sposò come prima moglie la principessa Ajab Kunwar, figlia del maharana Raj Sing I di Udaipur, come seconda moglie la principessa Kunj Kumari, figlia di Raikwar Thakur Sadan Singh di Nadan.
- Maharaja ANIRUDH SINGH 1690/1700, nato Kunwar Anirudh Singh, figlio di Thakur Yashwant Singh di Gudh, venne adottato da suo zio e gli succedette sul trono
- Maharaja AVADHUT SINGH 1700/1755, lo Stato venne saccheggiato da Hirde Shah di Panna nel 1731 circa, costringendo il raja a portarsi a Oudh.
- Maharaja AJIT SINGH 1755/1809
- Maharaja JAI SINGH 1809/1835, n. 4 gennaio 1765; nel 1812 un corpo di pindaridi razziò Mirzapur ed il territorio di Rewa, motivo per cui egli decise di ricorrere ad un trattato di alleanza col governo britannico
- Maharaja VISHWANATH SINGH 1835/1854, n. 1789, m. 1854.
- Tenente colonnello maharaja Sir RAGHURAJ SINGH Ju Deo Bahadur (1876–1918) 1854/1880, n. 1831,
- Tenente colonnello maharaja Sir VENKAT RAMAN RAMANUJ PRASAD SINGH Ju Deo Bahadur 1880/1918,
- Maggiore generale maharaja Sir GHULAB SINGH JuDeo Bahadur 1918/1946 (m. 30 gennaio 1946), n. 12 marzo 1903
- Maharakja Maharaja MARTAND SINGH Ju Deo Bahadur 1946/1949, n. 15 marzo 1923, m. 20 novembre 1995